# پیچ‌خورده (فیلم ۲۰۰۰)
پیچ‌خورده (به انگلیسی: Screwed) فیلمی محصول سال ۲۰۰۰ و به کارگردانی اسکات الکساندر است. در این فیلم بازیگرانی همچون نرم مک‌دانلد، دیو شپل، الین استریچ، دنیل بنزالی، شرمان همسلی، دنی دویتو، سارا سیلورمن، مالکوم استوارت و لاکلین مونرو ایفای نقش کرده‌اند.